# Анды
А́нды, А́ндские (Южноамерика́нские) Кордилье́ры (исп. Andes; Cordillera de los Andes) — самая длинная и одна из самых высоких (гора Аконкагуа, 6961 м) горных систем Земли, окаймляющая с севера и запада всю Южную Америку на протяжении примерно 9000 км; южная часть Кордильер. Местами Анды достигают ширины свыше 500 км (наибольшая ширина — до 750 км — в Центральных Андах, между 18° и 20° ю. ш.). Средняя высота — около 4000 м. Севернее продолжаются Североамериканскими Кордильерами.
Анды являются крупным межокеанским водоразделом; к востоку от Анд текут реки бассейна Атлантического океана (в Андах берут начало сама Амазонка и многие её крупные притоки, а также притоки Ориноко, Парагвая, Параны, река Магдалена и реки Патагонии), к западу — реки бассейна Тихого океана (преимущественно короткие).
Анды служат важнейшим в Южной Америке климатическим барьером, изолирующим территории к западу от Главной Кордильеры от влияния Атлантического океана, к востоку — от влияния Тихого океана. Горы лежат в 5 климатических поясах (экваториальном, субэкваториальном, тропическом, субтропическом и умеренном) и отличаются (особенно в центральной части) резкими контрастами в увлажнении восточных (подветренных) и западных (наветренных) склонов.
В силу значительной протяжённости Анд их отдельные ландшафтные части значительно отличаются друг от друга. По характеру рельефа и другим природным отличиям, как правило, выделяют три основных региона — Северные, Центральные и Южные Анды.
Анды протянулись через территории семи государств Южной Америки — Венесуэлы, Колумбии, Эквадора, Перу, Боливии, Чили и Аргентины.
Археологические данные показывают, что люди начали постоянно жить в Андском нагорье около 9 000 лет назад.

## Этимология

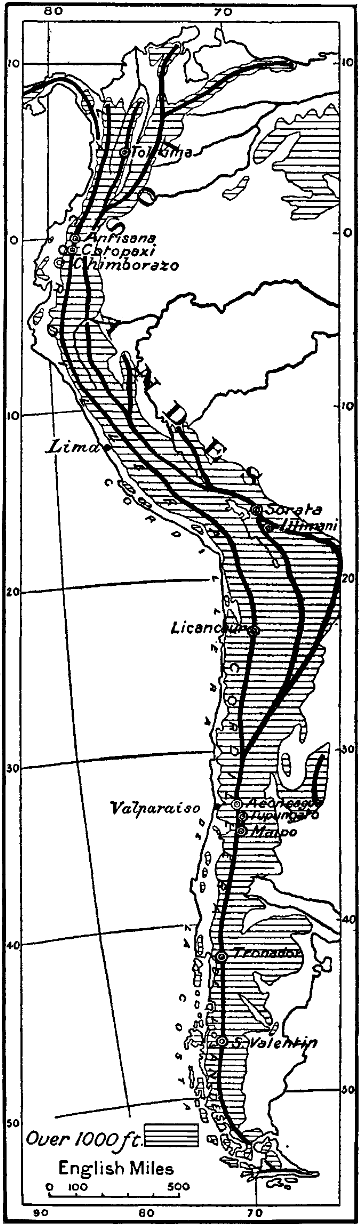
Иллюстрация из «Британники». 1911

Название «Анды» чаще всего объясняют как произошедшее от инкского anta — «медь». В пользу этой этимологии говорит наличие в Андах «меденосного пояса», простирающегося почти на 4 000 км, и умение древних инков выплавлять медь. По другой этимологии, название «Анды» произошло от кечуаанского anti — «восток», что якобы указывало на положение гор относительно Куско, древней столицы инков. Испанское название этой горной системы Кордильера-де-лос-Андес — «кордильера Анд» (исп. cordillera — «горный хребет, горная цепь, горная система») или «горная система Анд», что отражает орографию Анд, состоящих из ряда отдельных Кордильер («горных хребтов, горных цепей»), имеющих собственные названия (например, Восточная Кордильера, Кордильера-де-Мерида, Патагонская Кордильера и т. д.).
В низовьях реки Луара жили галльские племена анды. Само собой, их название гораздо древнее одноименной горной системы, но не имеет к ней никакого отношения.

## Геологическое строение и рельеф

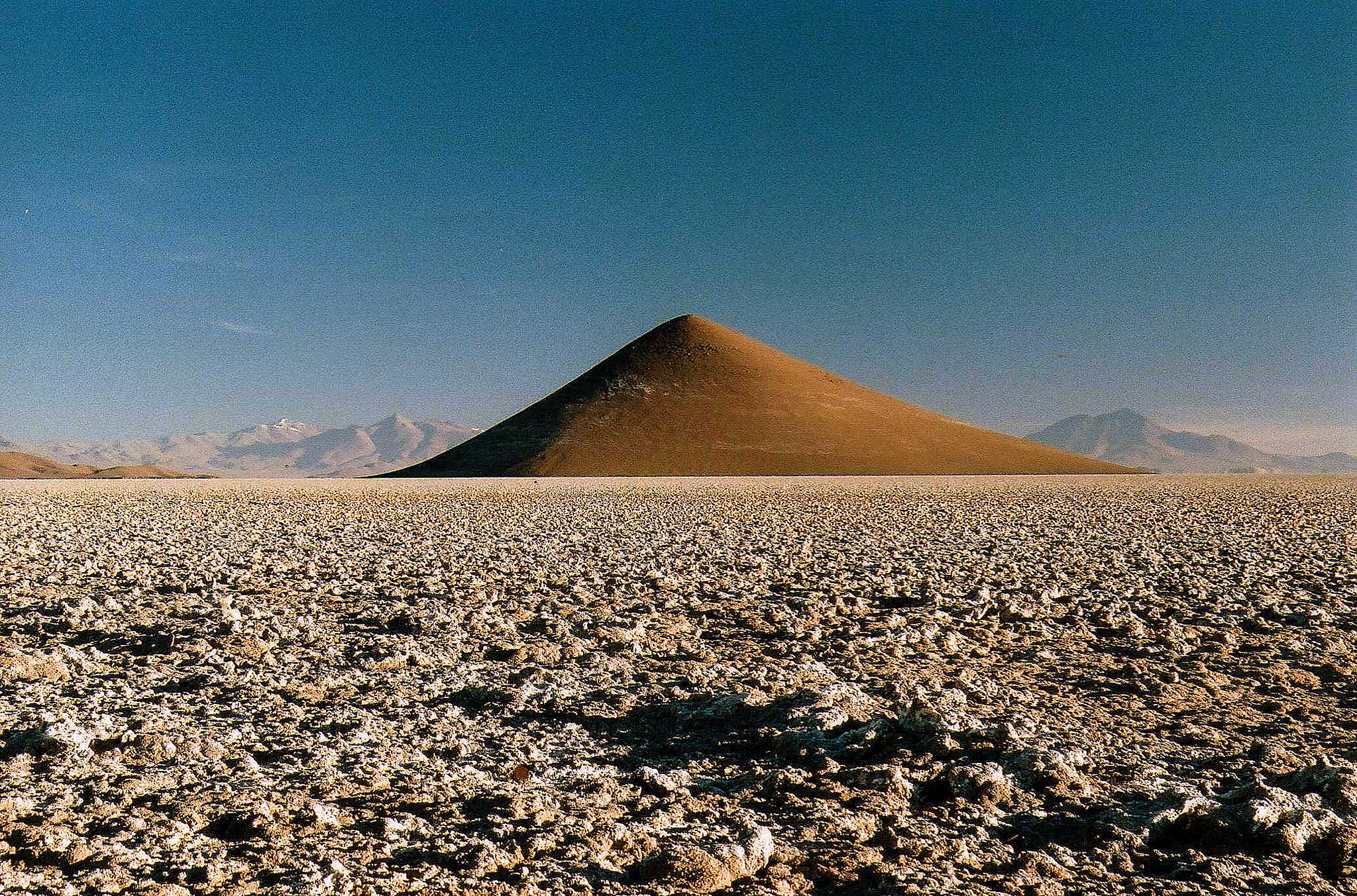
Форма рельефа, Сальта (Аргентина).

Анды — возрождённые горы, воздвигнутые новейшими поднятиями на месте так называемого Андского (Кордильерского) складчатого геосинклинального пояса; Анды являются одной из крупнейших на планете систем альпийской складчатости (на палеозойском и отчасти байкальском складчатом фундаменте). Начало формирования Анд относится к юрскому времени. Для андской горной системы характерны образовавшиеся в триасе троги, впоследствии заполненные слоями осадочных и вулканогенных пород значительной мощности. Крупные массивы Главной Кордильеры и побережья Чили, Береговой Кордильеры Перу представляют собой гранитоидные интрузии мелового возраста. Межгорные и краевые прогибы (Альтиплано, Маракайбо и др.) образовались в палеогеновое и неогеновое время. Тектонические движения, сопровождающиеся сейсмической и вулканической активностью, продолжаются и в наше время. Это обусловлено тем, что вдоль тихоокеанского побережья Южной Америки проходит зона субдукции: плиты Наска и Антарктическая уходят под Южно-Американскую, что способствует развитию процессов горообразования. Крайняя южная часть Южной Америки, Огненная Земля, отделена трансформным разломом от небольшой плиты Скоша. За проливом Дрейка Анды продолжают горы Антарктического полуострова.
Анды богаты рудами главным образом цветных металлов (ванадия, вольфрама, висмута, олова, свинца, молибдена, цинка, мышьяка, сурьмы и др.); месторождения приурочены в основном к палеозойским структурам восточных Анд и жерлам древних вулканов; на территории Чили — крупные медные месторождения. В передовых и предгорных прогибах имеются нефть и газ (в предгорьях Анд в пределах Венесуэлы, Перу, Боливии, Аргентины), в корах выветривания — бокситы. В Андах есть также месторождения железа (в Боливии), натриевой селитры (в Чили), золота, платины и изумрудов (в Колумбии).
Анды состоят преимущественно из меридиональных параллельных хребтов: Восточные Кордильеры Анд, Центральные Кордильеры Анд, Западные Кордильеры Анд, Береговые Кордильеры Анд, между которыми лежат внутренние плоскогорья и плато (Пуна, Альтиплано — в Боливии и Перу) или впадины. Ширина горной системы составляет в основном 200—300 км.

## Орография

### Северные Анды

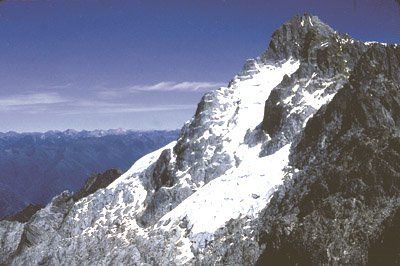
Пик Боливар в Венесуэле

Главная система гор Анды (Андийских Кордильер) состоит из протянувшихся в меридиональном направлении параллельных хребтов, разделённых внутренними плоскогорьями или впадинами. Лишь Карибские Анды, расположенные в пределах Венесуэлы и принадлежащие к Северным Андам, протянулись субширотно вдоль побережья Карибского моря. К северным Андам относятся также Эквадорские Анды (в Эквадоре) и Северо-Западные Анды (на западе Венесуэлы и в Колумбии). Наиболее высокие гребни Северных Анд имеют небольшие современные ледники, на вулканических конусах — вечные снега. Острова Аруба, Бонайре, Кюрасао в Карибском море представляют собой вершины опускающегося в море продолжения Северных Анд.
В Северо-Западных Андах, веерообразно расходящихся к северу от 12° с. ш., выделяют три главных Кордильеры — Восточную, Центральную и Западную. Все они высоки, крутосклонны и имеют складчато-глыбовое строение. Для них характерны разломы, поднятия и опускания новейшего времени. Главные Кордильеры разделены крупными впадинами — долинами рек Магдалены и Кауки — Патии.
Восточная Кордильера имеет наибольшую высоту в своей северо-восточной части (гора Ритакува, 5493 м); в центре Восточной Кордильеры — древнеозёрное плато (преобладающие высоты — 2,5 — 2,7 тыс. м); для Восточной Кордильеры вообще характерны крупные поверхности выравнивания. В высокогорьях — ледники. На севере Восточную Кордильеру продолжают хребты Кордильера-де-Мерида (высшая точка — гора Боливар, 5007 м) и Сьерра-де-Периха (достигает высоты 3 540 м); между этими хребтами в обширной низменной впадине лежит озеро Маракайбо. На крайнем севере — горстовый массив Сьерра-Невада-де-Санта-Марта с высотами до 5800 м (гора Кристобаль-Колон)
Долина реки Магдалены отделяет Восточную Кордильеру от Центральной, относительно узкой и высокой; в Центральной Кордильере (особенно в южной её части) — много вулканов (Уила, 5750 м; Руис, 5400 м; и др.), некоторые из них действующие (Кумбаль, 4890 м). К северу Центральная Кордильера несколько понижается и образует массив Антьокии, сильно расчленённый речными долинами. Западная Кордильера, отделённая от Центральной долиной реки Каука, имеет меньшие высоты (до 4200 м); на юге Западной Кордильеры — вулканизм. Далее к западу — невысокий (до 1810 м) хребет Серрания-де-Баудо, переходящий на севере в горы Панамы. К северу и западу от Северо-Западных Анд — Прикарибская и Тихоокеанская аллювиальные низменности.
В составе Экваториальных (Эквадорских) Анд, доходящих до 4° ю. ш., — две Кордильеры (Западная и Восточная), разделённые понижениями высотой 2500—2700 м. Вдоль разломов, ограничивающих эти понижения (впадины) — одна из высочайших в мире вулканических цепей (наиболее высоки вулканы Чимборасо, 6267 м, Котопахи, 5897 м). Эти вулканы, а также вулканы Колумбии, образуют первую вулканическую область Анд.

### Центральные Анды

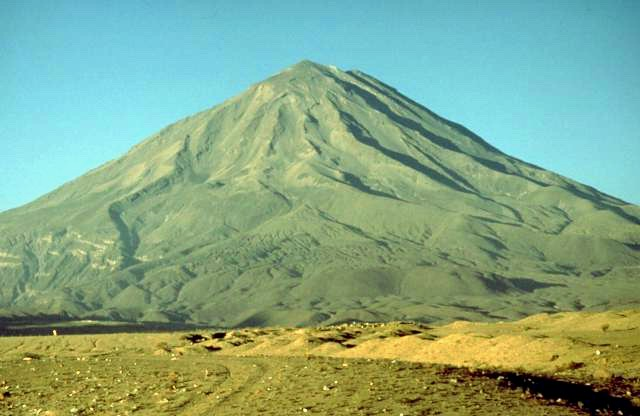
Вулкан Эль-Мисти в Перу

В Центральных Андах (до 28° ю. ш.) выделяют Перуанские Анды (распространяющиеся на юг до 14°30́ ю. ш.) и собственно Центральные Анды. В Перуанских Андах вследствие недавних поднятий и интенсивного врезания рек (крупнейшие из которых — Мараньон, Укаяли и Уальяги — принадлежат к системе верхней Амазонки) образовались параллельные хребты (Восточная, Центральная и Западная Кордильеры) и система глубоких продольных и поперечных каньонов, расчленившая древнюю поверхность выравнивания. Вершины Кордильер Перуанских Анд превышают 6000 м (высшая точка — гора Уаскаран, 6768 м); в Кордильера-Бланка — современное оледенение. Альпийские формы рельефа также развиты на глыбовых хребтах Кордильера-Вильканота, Кордильера-де-Вилькабамба, Кордильера-де-Карабая.

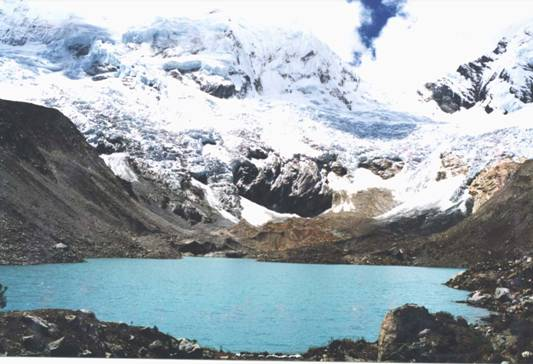
Ледниковое озеро Палькакоча

Южнее находится самая широкая часть Анд — Центральноандийское нагорье (ширина до 750 км), где преобладают аридные геоморфологические процессы; значительную часть нагорья занимает плоскогорье Пуна с высотами 3,7 — 4,1 тыс. м. Для Пуны характерны бессточные котловины («больсоны»), занятые озёрами (Титикака, Поопо и др.) и солончаками (Атакама, Койпаса, Уюни и др.). К востоку от Пуны — Кордильера-Реаль (пик Анкоума, 6550 м) с мощным современным оледенением; между плато Альтиплано и Кордильерой-Реаль, на высоте 3700 м, — город Ла-Пас, столица Боливии, самая высокогорная в мире. Восточнее Кордильеры-Реаль — субандийские складчатые хребты Восточной Кордильеры, доходящие до 23° ю. ш. Южным продолжением Кордильеры-Реаль является Центральная Кордильера, а также несколько глыбовых массивов (высшая точка — гора Эль-Либертадор, 6720 м). С запада Пуну обрамляет Западная Кордильера с интрузивными пиками и многочисленными вулканическими вершинами (Сахама, 6780 м; Льюльяйльяко, 6 739 м; Сан-Педро, 6145 м; Мисти, 5821 м; и др.), входящими во вторую вулканическую область Анд. Южнее 19° ю. ш. западные склоны Западной Кордильеры выходят к тектонической впадине Продольной долины, занимаемой на юге пустыней Атакама. За Продольной долиной — невысокая (до 1500 м) интрузивная Береговая Кордильера, для который характерны аридные скульптурные формы рельефа.
В Пуне и в западной части Центральных Анд — очень высокая снеговая линия (местами выше 6 500 м), поэтому снега отмечены лишь на высочайших вулканических конусах, а ледники имеются только в массиве Охос-дель-Саладо (высотой до 6 880 м).

### Южные Анды

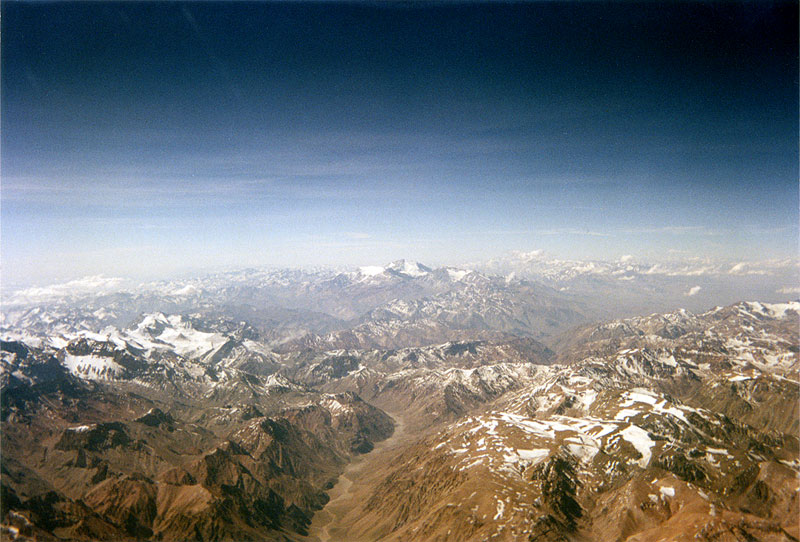
Анды близ границы Аргентины и Чили

В Южных Андах, простирающихся к югу от 28° ю. ш., выделяют две части — северную (Чилийско-Аргентинские, или Субтропические Анды) и южную (Патагонские Анды). В Чилийско-Аргентинских Андах, сужающихся к югу и доходящих до 39°41́ ю. ш., ярко выражено трёхчленное строение — Береговая Кордильера, Продольная долина и Главная Кордильера; в пределах последней, в Кордильера-Фронталь, — высочайшая вершина Анд, гора Аконкагуа (6960 м), а также крупные вершины Тупунгато (6800 м), Мерседарио (6 770 м). Снеговая линия здесь очень высока (под 32°40́ ю. ш. — 6000 м). Восточнее Кордильеры-Фронталь — древние Прекордильеры.
Южнее 33° ю. ш. (и до 52° ю. ш.) располагается третья вулканическая область Анд, где немало действующих (преимущественно в Главной Кордильере и к западу от неё) и потухших вулканов (Тупунгато, Майпа, Льймо и др.)
При движении на юг снеговая линия постепенно понижается и под 51° ю. ш. достигает отметки 1460 м. Высокие хребты приобретают черты альпийского типа, увеличивается площадь современного оледенения, появляются многочисленные ледниковые озёра. К югу от 40° ю. ш. начинаются Патагонские Анды с более низкими, чем в Чилийско-Аргентинских Андах, хребтами (высшая точка — гора Сан-Валентин — 4058 м) и активным вулканизмом на севере. Около 52° ю. ш. сильно расчленённая Береговая Кордильера погружается в океан, и её вершины образуют цепь скалистых островов и архипелагов; Продольная долина превращается в систему проливов, доходящих до западной части Магелланова пролива. В районе Магелланова пролива Анды (носящие здесь название Анд Огненной Земли) резко отклоняются на восток. В Патагонских Андах высота снеговой линии едва превышает 1500 м (на крайнем юге она составляет 300—700 м, а с 46°30́ ю. ш. ледники опускаются до уровня океана), преобладают ледниковые формы рельефа (под 48° ю. ш. — мощный Патагонский ледниковый щит) площадью свыше 20 тыс. км², откуда на запад и восток опускаются многокилометровые ледниковые языки); некоторые из долинных ледников восточных склонов заканчиваются в больших озёрах. Вдоль берегов, сильно изрезанных фьордами, поднимаются молодые вулканические конусы (Корковадо и др.). Анды Огненной Земли сравнительно невысоки (до 2469 м).

## Климат

### Северные Анды
Северная часть Анд принадлежит к субэкваториальному поясу Северного полушария; здесь, как и в субэкваториальном поясе Южного полушария, отмечается чередование влажных и сухих сезонов; осадки выпадают с мая по ноябрь, однако в наиболее северных районах влажный сезон менее продолжителен. Восточные склоны увлажнены значительно сильнее западных; осадки (до 1000 мм в год) выпадают преимущественно летом. В Карибских Андах, находящихся на границе тропического и субэкваториального поясов, весь год господствует тропический воздух; здесь мало осадков (часто менее 500 мм в год); реки короткие с характерными летними паводками.
В экваториальном поясе сезонные колебания практически отсутствуют; так, в столице Эквадора Кито изменение среднемесячных температур за год составляет всего 0,4 °C. Осадки обильны (до 10000 мм в год, хотя обычно 2500—7000 мм в год) и распределены по склонам более равномерно, чем в субэкваториальном поясе. Чётко выражена высотная поясность. В нижней части гор — жаркий и влажный климат, осадки выпадают практически ежедневно; в понижениях — многочисленные болота. С высотой количество осадков уменьшается, но при этом увеличивается мощность снежного покрова. До высот 2500—3000 м температуры редко опускаются ниже отметки 15 °C, сезонные колебания температур незначительны. Здесь уже велики суточные колебания температуры (до 20 °C), погода может резко меняться в течение суток. На высотах 3500—3800 м суточные температуры колеблются уже около отметки 10 °C. Выше — суровый климат с частыми снежными бурями и снегопадами; дневные температуры положительны, но ночами бывают сильные заморозки. Климат сухой, так как при большом испарении выпадает мало осадков. Выше 4500 м — вечные снега.

### Центральные Анды

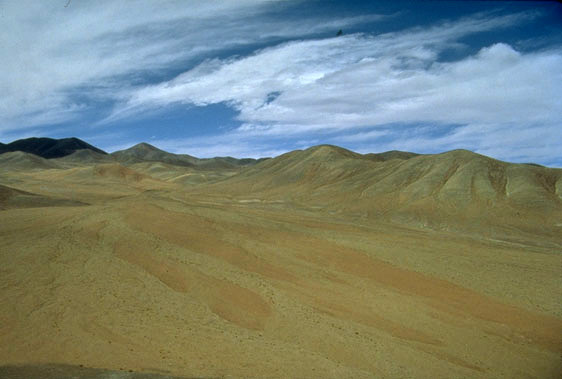
В пустыне Атакама

Между 5° и 28° ю. ш. наблюдается ярко выраженная асимметрия в распределении осадков по склонам: западные склоны увлажнены значительно слабее восточных. К западу от Главной Кордильеры — пустынный тропический климат (образованию которого немало способствует холодное Перуанское течение), рек очень мало. Если в северной части Центральных Анд выпадает 200—250 мм осадков в год, то к югу их количество уменьшается и местами не превышает 50 мм в год. В этой части Анд находится пустыня Атакама. Пустыни поднимаются местами до 3000 м над уровнем моря. Немногочисленные оазисы расположены в основном в долинах небольших речек, питающихся водами горных ледников. Среднеянварская температура в прибрежных районах колеблется от 24 °C на севере до 19 °C на юге, среднеиюльская — от 19 °C на севере до 13 °C на юге. Выше 3000 м, в сухой пуне, — также мало осадков (редко больше 250 мм в год); отмечаются приходы холодных ветров, когда температура может опускаться до −20 °C. Среднеиюльская температура не превышает 15 °C.
На небольших высотах, при крайне небольшом количестве дождей, значительная (до 80 %) влажность воздуха, поэтому часты туманы и росы. На плато Альтиплано и Пуна — очень суровый климат, среднегодовые температуры не превышают 10 °C. Крупное озеро Титикака оказывает смягчающее воздействие на климат прилегающих территорий — в приозёрных районах колебания температур не так значительны, как в других частях плоскогорья. К востоку от Главной Кордильеры — большое (3000 — 6000 мм в год) количество осадков (приносимых в основном в летнее время восточными ветрами), густая речная сеть. По долинам воздушные массы с Атлантического океана пересекают Восточную Кордильеру, увлажняя и её западный склон. Выше 6000 м на севере и 5000 м на юге — отрицательные среднегодовые температуры; из-за сухости климата ледников мало.

### Южные Анды
В Чилийско-Аргентинских Андах климат субтропический, и увлажнение западных склонов — за счёт зимних циклонов — больше, чем в субэкваториальном поясе; при движении на юг годовые суммы осадков на западных склонах быстро возрастают. Лето сухое, зима влажная. По мере удаления от океана континентальность климата возрастает, увеличиваются сезонные колебания температуры. В городе Сантьяго, расположенном в Продольной долине, средняя температура самого тёплого месяца составляет 20 °C, самого холодного — 7—8 °C; осадков в Сантьяго выпадает немного, 350 мм в год (южнее, в Вальдивии, осадков больше — 750 мм в год). На западных склонах Главной Кордильеры осадков больше, чем в Продольной долине (но меньше, чем на тихоокеанском побережье).

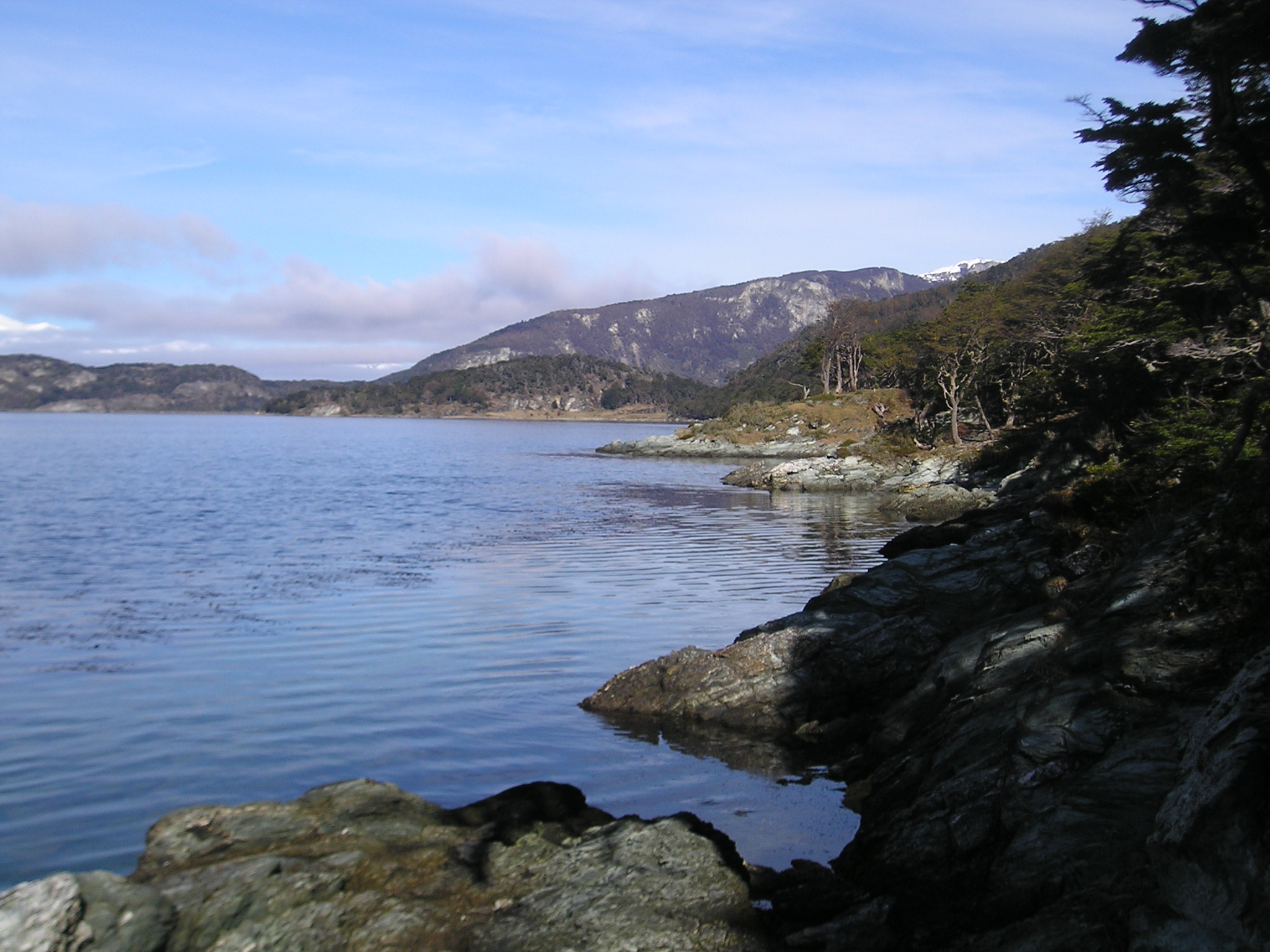
На побережье Огненной Земли

При движении на юг субтропический климат западных склонов плавно переходит в океанический климат умеренных широт: возрастают годовые суммы осадков, уменьшаются различия в увлажнении по сезонам. Сильные западные ветры приносят на побережье большое количество осадков (до 6000 мм в год, хотя обычно 2000—3000 мм). Более 200 дней в году идут сильные дожди, на побережье часто опускаются густые туманы, море же постоянно штормит; климат неблагоприятен для проживания. Восточные склоны (между 28° и 38° ю. ш.) более засушливы, чем западные (и лишь в умеренном поясе, к югу от 37° ю. ш., благодаря влиянию западных ветров их увлажнение возрастает, хотя они и остаются менее увлажнёнными сравнительно с западными). Средняя температура самого тёплого месяца на западных склонах составляет всего 10—15 °C (самого холодного — 3—7 °C)
В крайней южной части Анд, на Огненной Земле, — очень влажный климат, который формируют сильные влажные западные и юго-западные ветры; осадки (до 3000 мм) выпадают в основном в виде моросящих дождей (которые идут бо́льшую часть дней в году). Лишь в самой восточной части архипелага осадков значительно меньше. В течение всего года стоят низкие температуры (при этом колебания температуры по сезонам крайне незначительны).

## Почвы и растительность

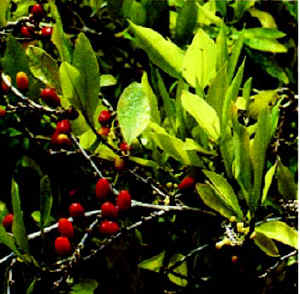
Кока

Почвенно-растительный покров Анд очень разнообразен. Это обусловлено большими высотами гор, значительной разницей в увлажнении западных и восточных склонов. Высотная поясность в Андах выражена чётко. Выделяют три высотных пояса — тьерра кальенте, тьерра фриа и тьерра эляда.
В Андах Венесуэлы произрастают листопадные (на время зимней засухи) леса и кустарники на горных красных почвах. Нижние части наветренных склонов от Северо-Западных Анд до Центральных Анд покрыты горными влажными экваториальными и тропическими лесами на латеритных почвах, а также смешанными лесами из вечнозелёных и листопадных пород. Внешний облик экваториальных лесов мало отличается от внешнего облика этих лесов в равнинной части материка; характерны различные пальмы, фикусы, бананы, дерево какао и др. Выше (до высот 2500—3000 м) характер растительности меняется; типичны бамбуки, древовидные папоротники, кустарник кока (являющийся источником кокаина), хинное дерево. Между 3000 м и 3800 м — высокогорная гилея с низкорослыми деревьями и кустарниками; распространены эпифиты и лианы, характерны бамбуки, древовидные папоротники, вечнозелёные дубы, миртовые, вересковые. Выше — преимущественно ксерофитная растительность, парамос, с многочисленным сложноцветными; моховые болота на плоских участках и безжизненные каменистые пространства на крутых склонах. Выше 4500 м — пояс вечных снегов и льдов.
Южнее, в субтропических чилийских Андах — вечнозелёные кустарники на коричневых почвах. В Продольной долине — почвы, по составу напоминающие чернозёмы. Растительность высокогорных плато: на севере — горные экваториальные луга парамос, в Перуанских Андах и на востоке Пуны — сухие высокогорно-тропические степи халка, на западе Пуны и на всём тихоокеанском западе между 5—28° южной широты — пустынные типы растительности (в пустыне Атакама — суккулентная растительность и кактусы). Многие поверхности засолены, что препятствует развитию растительности; на таких участках встречаются в основном полынь и эфедра. Выше 3000 м (примерно до 4500 м) — полупустынная растительность, называемая сухой пуной; растут карликовые кустарники (толой), злаки (ковыль, вейник), лишайники, кактусы. К востоку от Главной Кордильеры, где больше осадков, — степная растительность (пуна) с многочисленными злаками (типчак, ковыль, вейник) и подушкообразными кустарниками. На влажных склонах Восточной Кордильеры тропические леса (пальмы, хинное дерево) поднимаются до 1500 м, до 3000 м доходят низкорослые вечнозелёные леса с преобладанием бамбука, папоротников, лиан; на бо́льших высотах — высокогорные степи. Типичным обитателем андских высокогорий является полилепис — растение семейства розоцветных, распространённое в Колумбии, Боливии, Перу, Эквадоре и Чили; эти деревья встречаются и на высоте 4500 м.
В средней части Чили леса в значительной мере сведены; когда-то леса поднимались по Главной Кордильере до высот 2500—3000 м (выше начинались горные луга с альпийскими травами и кустарниками, а также редкими торфяными болотами), но теперь склоны гор практически оголены. Ныне леса встречаются лишь в виде отдельных рощ (сосны, араукарии, эвкалипты, буки и платаны, в подлеске — дрок и герань).

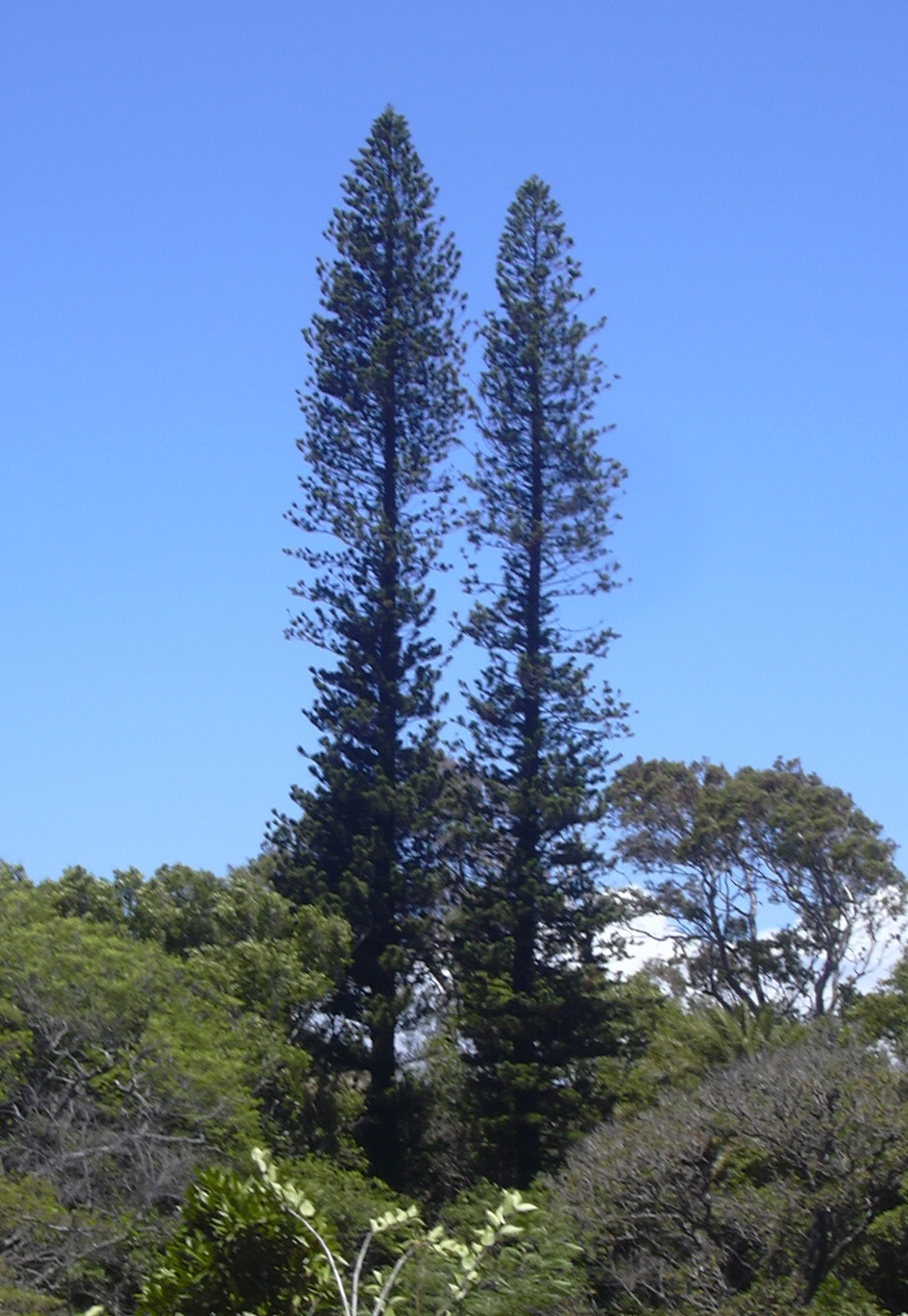
Араукария

На склонах Патагонских Анд южнее 38° ю. ш. — субарктические многоярусные леса из высокоствольных деревьев и кустарников, преимущественно вечнозелёных, на бурых лесных (к югу оподзоленных) почвах; в лесах много мхов, лишайников и лиан; к югу от 42° ю. ш. — смешанные леса (в районе 42° ю. ш. имеется массив араукариевых лесов). Растут буки, магнолии, древовидные папоротники, высокоствольные хвойные, бамбуки. На восточных склонах Патагонских Анд — в основном буковые леса. На крайнем юге Патагонских Анд — тундровая растительность.
В крайней южной части Анд, на Огненной Земле, леса (из листопадных и вечнозелёных деревьев — например, южных буков и канело) занимают лишь узкую прибрежную полосу на западе; выше границы леса почти сразу начинается снеговой пояс. На востоке и местами на западе распространены субантарктические горные луга и торфяники.
Анды — родина хинного дерева, ко́ки, паслёнов (табак, картофель, томаты) и других ценных растений.

## Животный мир

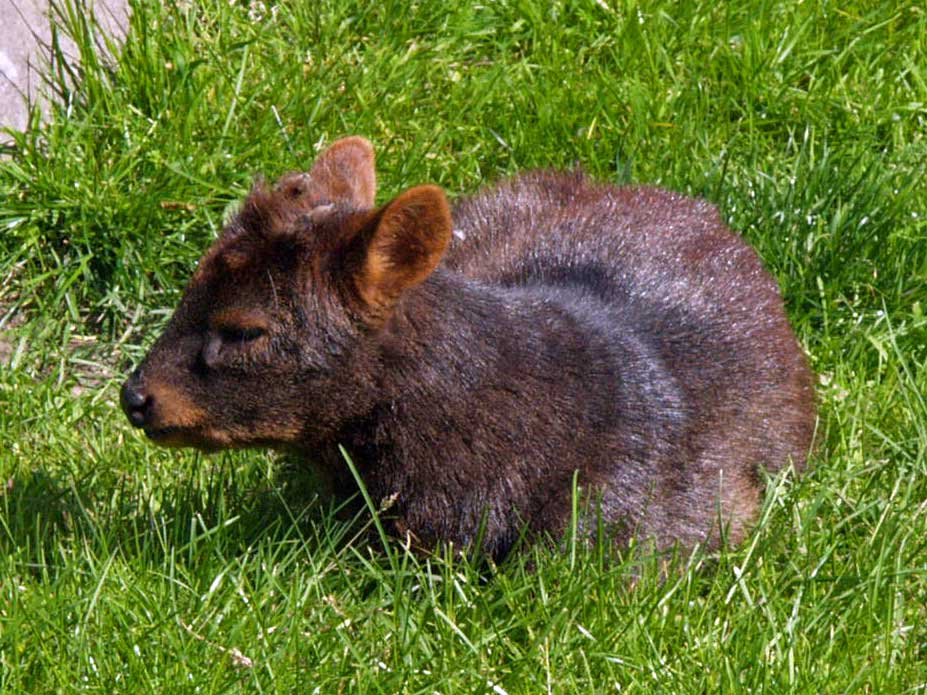
Олень пуду — эндемик Анд

Животный мир северной части Анд входит в Бразильскую зоогеографическую область и сходен с фауной прилегающих равнин. Животный мир Анд к югу от 5° южной широты относится к Чилийско-Патагонской подобласти. Фауне Анд в целом свойственно обилие эндемичных родов и видов. В Андах обитают ламы и альпака (представители этих двух видов используются местным населением для получения шерсти и мяса, а также как вьючные животные), цепкохвостые обезьяны, реликтовый очковый медведь, олени пуду и гаэмал (являющимися эндемиками Анд), викунья, гуанако, азарова лисица, ленивцы, шиншиллы, сумчатые опоссумы, муравьеды, грызуны дегу. На юге — голубая лисица, магелланова собака, эндемичный грызун туко-туко и др. Много птиц, среди них — колибри, встречающиеся и на высотах более 4000 м, но особенно многочисленные и разнообразные в «туманных лесах» (влажных тропических лесах Колумбии, Эквадора, Перу, Боливии и крайнего северо-запада Аргентины, расположенных в полосе конденсации туманов); эндемичный кондор, поднимающийся на высоту до 7 тыс. м; и др. Некоторые виды (как, например, шиншиллы, в XIX — начале XX века интенсивно истреблявшиеся ради получения шкурок; бескрылые чомги и титикакский свистун, встречающиеся только у озера Титикака; и др.) находятся под угрозой исчезновения.
Особенностью Анд является большое видовое разнообразие амфибий (свыше 900 видов). Также в Андах насчитывается около 600 видов млекопитающих (13 % — эндемики), свыше 1 700 видов птиц (из них 33,6 % эндемичных) и около 400 видов пресноводных рыб (34,5 % эндемиков).

## Экологические проблемы
Одной из основных экологических проблем Анд является сведение лесов, которые уже не возобновляются; особенно сильно пострадали влажные тропические леса Колумбии, которые интенсивно сводятся под плантации хинного и кофейного дерева, каучуконосов.
Обладая развитым сельским хозяйством, андийские страны сталкиваются с проблемами деградации почв, загрязнения почв химикатами, эрозии, а также опустыниванием земель вследствие перевыпаса скота (в особенности на территории Аргентины).
Экологические проблемы прибрежных зон — загрязнение морской воды вблизи портов и крупных городов (вызванное не в последнюю очередь выбросом в океан канализационных отходов и промышленного мусора), неконтролируемый вылов рыбы в больших объёмах.
Как и во всём мире, в Андах остро стои́т проблема выброса в атмосферу парниковых газов (главным образом при выработке электроэнергии, а также на предприятиях чёрной металлургии). Значительный вклад в загрязнение окружающей среды вносят также нефтеперерабатывающие заводы, нефтяные скважины и шахты (их деятельность приводит к эрозии почв, загрязнению подземных вод; деятельность шахт в Патагонии пагубно повлияла на биоту местности).
Вследствие ряда экологических проблем многие виды животных и растений в Андах находятся под угрозой исчезновения.

## Хозяйство

### Промышленность
Одна из наиболее значительных в Андах отраслей хозяйства — горнодобывающая промышленность. Разрабатываются месторождения меди (в Чили), железа (в Боливии), золота (в Колумбии и др.), изумрудов (в Колумбии), вольфрама, олова, серебра, нефти (в краевых прогибах и межгорных впадинах Аргентины, Боливии, Венесуэлы, Перу и др.). См. также раздел «Геологическое строение и рельеф».

### Сельское хозяйство
Развито также сельское хозяйство, специализирующееся на выращивании кофе (в Колумбии (до 13 % мирового сбора), Венесуэле, Эквадоре, Перу), бананов (в Колумбии, Эквадоре), картофеля, ячменя. В Карибских Андах — выращивание хлопчатника, табака, сизаля. В экваториальном поясе на средних высотах возделывают табак, кофе, кукурузу; на больших высотах (до 3800 м) выращивают кукурузу, пшеницу, картофель, а также растение киноа, являющееся важнейшей частью рациона местного индейского населения. На хорошо увлажнённых склонах Восточной Кордильеры (в пределах Центральных Анд) выращивают сахарный тростник, какао, кофе и тропические фрукты. Многие культуры, возделываемые в Чили, завезены из Европы — это оливки, виноград, цитрусовые деревья; на полях — пшеница и кукуруза. Вследствие значительной крутизны склонов растениеводство ведётся на террасах.
Основное направление животноводства — овцеводство (в нагорьях Перу, Патагонии, Огненной Земли и др). В горных пунах индейское население (кечуа) разводит лам. На крупных озёрах (особенно на озере Титикака) развито рыболовство.